# Jim Button
Jim Button (v německém originále Jim Knopf) je francouzsko-německý animovaný seriál produkovaný Saban Entertainment, Saban International, CineGroupe a SIP Animation, premiérově vysílaný ve Spojených státech 26. srpna 1999 až 30. září 2000 na kanálu Cartoon Network. V České republice byl vysílán na televizním kanálu Fox Kids.